# Douris (peintre)
Pour les articles homonymes, voir Douris.

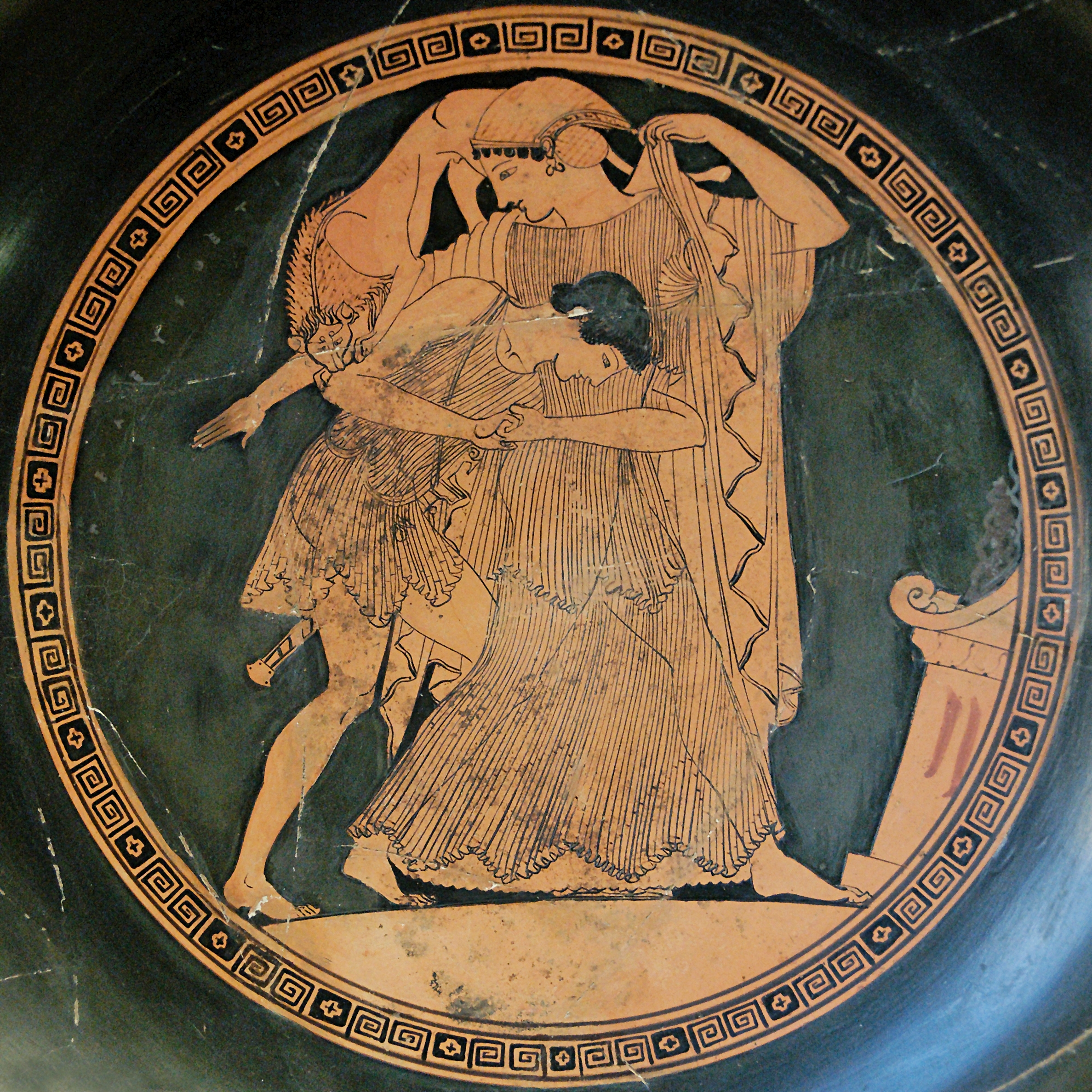
Pélée enlevant Thétis, médaillon de coupe de la Phase IV, bordure à double méandre, Cabinet des médailles (Inv. 539)

Douris (en grec ancien Δοῦρις / Doũris) est un peintre sur vases grec à figures rouges, actif de 500 à 460 av. J.-C.

## Œuvre

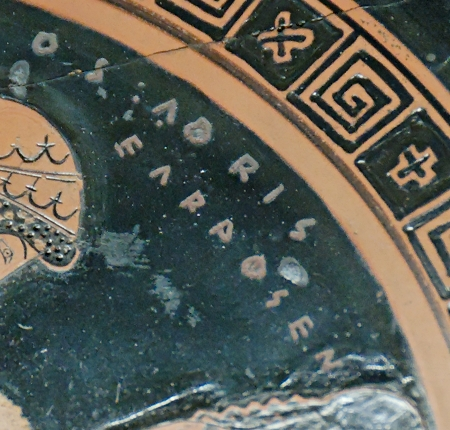
Signature de Douris, détail de la coupe dite « pietà de Memnon », vers 490-480 av. J.-C., musée du Louvre (G 115)

Il commence sa carrière en travaillant pour les potiers Kléophradès et Euphronios, avant d'entamer une longue collaboration avec Python. Il signe 39 vases en tant que peintre, dont l'un également en tant que potier, et un vase en tant que potier seulement. Entre 250 et 300 vases lui ont été attribués. La plupart de ces vases sont des kylix, c'est-à-dire des coupes. Son nom semble avoir été populaire, puisqu'on le retrouve sur d'autres vases : il figure ainsi sur un vase porté par une jeune fille sur une coupe d'Onésimos. Sur la base de ces signatures, des inscriptions kalos et de la décoration subsidiaire des vases, l'historien de l'art John Beazley a distingué dans sa carrière quatre grandes phases :
Phase I
Elle est caractérisée par une ornementation chargée et par la diversité des motifs de bordure. Les sujets préférés sont les banquets, les komoi (cortèges de gens ivres) ou les guerriers. Le nom de kalos favori est Khærestratos. Beazley suggère qu'à cette époque, Douris ait pu travailler côte à côte avec Onésimos, autre grand peintre de coupes de la période. Par rapport à ce dernier, Douris privilégie la grâce de ses personnages.

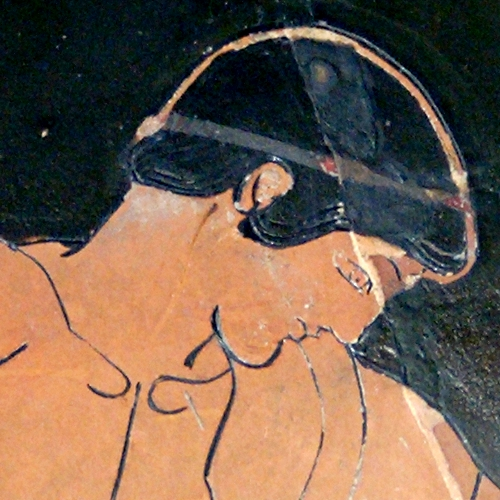
Clavicule en crochet caractéristique du style de Douris, détail d'un médaillon de coupe, vers 480 av. J.-C., musée du Louvre (G 121)

Phase II
La collaboration avec Euphronios prend fin ; Douris travaille désormais pour Python. Khærestratos reste le nom de kalos préféré, parallèlement avec Panaitios, que l'on retrouve également sur les œuvres d'Onésimos. La décoration subsidiaire est moins importante ; la plupart des médaillons n'ont pas de bordure. Les sujets privilégiés sont les scènes de jeunes gens et d'athlètes. Le trait de Douris se singularise désormais par l'usage d'une sorte de crochet pour figurer l'extrémité interne de la clavicule. Le chef-d'œuvre de la période est un psykter (vase à rafraîchir) orné de satyres ivres, reproduisant de manière grotesque les différentes poses du service du vin.
Phase III
C'est la phase la plus caractéristique de Douris, et son apogée. Les bordures de médaillon se caractérisent par l'alternance d'un élément de méandre et des carreaux ; des palmettes décorent les anses de la coupe. Le nom de kalos préféré est désormais Hippodamas ; les signatures se raréfient. Douris en revient aux scènes de banquet, et s'intéresse également aux études de guerriers et aux scènes d'école. Le chef-d'œuvre de la période est la coupe dite de la « pietà de Memnon » : Éos emporte le corps de son fils Memnon, tué par Achille pendant la guerre de Troie.
Phase IV
Douris revient à une ornementation chargée. Les bordures comprennent désormais deux éléments de méandre pour un carreau ; les palmettes sur les anses se compliquent et des motifs de lotus apparaissent en parallèle. Les signatures disparaissent et les noms de kalos se font plus rares. Le dessin perd en grâce et en vigueur.